# Satellitengeodäsie
Unter Satellitengeodäsie versteht man die Erdvermessung mittels  künstlicher Erdsatelliten.
Als eigenständiges Teilgebiet der Geodäsie etablierte sie sich um 1960, als die ersten geodätischen Satelliten gestartet wurden. Von festen Bodenstationen oder mit mobilen Funkempfängern werden Richtungen, Distanzen und Geschwindigkeiten der Satelliten gemessen, woraus man die Koordinaten der Stationen und/oder die genaue Satellitenbahn berechnen kann. Spezielle Sonden können die Höhe über dem Meeresspiegel oder Eigenschaften des Erdschwerefeldes messen, was die Bestimmung der mathematischen Erdfigur und des Geoids ermöglicht.

## Charakteristika und Messprinzipien
Ein Charakteristikum der Satellitengeodäsie ist die hohe Geschwindigkeit der Flugkörper und ihre Bewegung in einem komplizierten Kräftefeld (Erdschwerefeld, verschiedenste Bahnstörungen durch Mond, Hochatmosphäre, Sonnenstrahlung, Magnetfelder usw.). In erdnahen Bahnen laufen die Satelliten mit weniger als 8 Kilometer pro Sekunde, weshalb ein Zeitfehler von Millionstelsekunden bereits mehrere Dezimeter Ortsfehler bedeutet. Hohe Anforderungen stellen auch die Funktechnik, Datenübertragung und die ständige weltweite Verfügbarkeit des räumlichen Bezugssystems, in dem die Bahnbestimmung erfolgen muss. Die große Flughöhe und schwierige optische Sichtbarkeit war hingegen nur in den Anfangsjahren ein Problem.
Für den Einsatz geodätischer Satelliten und für die geodätische Nutzung von anderen Erdsatelliten gibt es prinzipiell vier methodische Vorgangsweisen:
1. Geometrische Satellitengeodäsie: Richtungs- und Distanzmessungen zum Aufbau von Netzen für die Positionsbestimmung der Messpunkte, der Berechnung ihrer Koordinaten und der genauen Erdfigur
2. Dynamische Satellitengeodäsie: Geschwindigkeitsmessung und Bahnbestimmung von Satelliten sowie Analyse der Bahnstörungen zur Bestimmung des Schwerefeldes der Erde
3. Kombinierte Verfahren, die heute am wichtigsten sind: aus präzisen Bahndaten – z. B. von GPS-Satelliten – erlauben sie rasche und genaue Ortungen am Boden, die Navigation von Fahrzeugen und die Ortsbestimmung anderer Satelliten und Sonden.
4. Erdbeobachtungssatelliten als Sensor oder aktive Messplattform für Zwecke der Fernerkundung der Erdoberfläche. Sie werden hier nicht näher behandelt.

Zu den Gruppen 1 bis 3 sind im Abschnitt Messmethoden einige Verfahren angeführt. Durch Optimierung dieser Methoden konnte die Erdmessung, die Punktbestimmung und die Definition von Bezugssystemen seit 1970 von einigen Metern Genauigkeit bis in den Zentimeter-Bereich und teilweise sogar in den Sub-Millimeter-Bereich gesteigert werden. Damit sind heute z. B. die Kontinentalverschiebungen durch Plattentektonik und Erdbeben oder feinste Schwankungen der Erdrotation nachweisbar.

## Einteilung nach Messmethoden
In der Satellitengeodäsie wird eine Reihe sehr verschiedener Messmethoden angewendet. Sie lassen sich wie folgt gliedern:

### Richtungsmessungen
- Visuell: zu Beginn der Raumfahrt (1957 bis etwa 1970). Messung mittels Fernrohr oder Feldstecher vor dem Hintergrund des Sternhimmels oder mit speziellen Theodoliten; erreichbare Genauigkeit 10–50 Bogensekunden
  - Spezielle Messmethoden in den Moonwatch-Projekten und für Ballonsatelliten.
- Fotografisch: 1957 bis etwa 1980, ballistische Kameras mit Fotoplatten, spezielle Satellitenkameras auch mit Filmen; Brennweite 20–100 cm, Genauigkeit 1–5 Bogensekunde, was z. B. quer über Europa im Netzverbund WEST einige Meter auf 2.000 Kilometer ergab. Später durch Funkverfahren (GPS), Lasersatelliten und CCD-Sensoren verdrängt.
  - Minimierung der Zeitfehler durch Blitzlicht-Satelliten, nachgeführte Kameras und hochpräzise Uhrsysteme.
- CCD-Kameras: seit etwa 1995, verstärkt ab 2005 (automatische Steuerung, digitale Auswertungsmethoden). Genauigkeiten bis 0,5 Bogensekunden.
- Anfangs auch mit Funkwellen (automatisch, aber relativ ungenau) und Interferometrie (hoher Aufwand).
- Astrometrie durch Scannen des Sternhimmels und Zeitmessung (siehe Hipparcos): indirekt geodätisch nutzbar als extraterrestrisches Bezugssystem.

### Distanzmessungen
- Elektronische Distanzmessung mit Mikrowellen (z. B. SECOR bis etwa 1970; GPS siehe unten) und mit Radar: heute auch zwischen Satelliten (SST, s. u.) und mit Geschwindigkeitsmessung (PRARE) auf wenige mm.
- Laser Ranging durch Laufzeitmessung extrem kurzer Laser-Impulse. Seit etwa 1965 (±5 m genau), heute ebenfalls einige mm.
- Dopplereffekt, siehe auch Hyperbel- und Funknavigation. Bekanntestes Verfahren 1964–1995 war Transit (NNSS, ±20 m bis 30 cm), heute globales DORIS-System etwa ±10 cm.
- Pseudoranging: Laufzeitmessung kodierter Mikrowellen, Uhrfehler wird aus Überbestimmung berechnet. Messmethode von GPS-NAVSTAR, GLONASS und des künftigen Galileo, Genauigkeit mm–cm je nach Methode.
- Alle genannten Messungen sind wegen der Erdatmosphäre zu korrigieren, ihre Genauigkeit durch längere Messreihen und spezielle Bahn- und Auswertungsmethoden zu steigern. „Zweiwegmessungen“ (hin und zurück) sind genauer als Einwegmessungen.

### Höhenmessung
Höhenmessung oder Satellitenaltimetrie über dem Meer, künftig auch über Eisflächen: Laufzeitmessung eines Radarimpulses, der von der Meeresoberfläche reflektiert wird. Genauigkeit 1978 (Seasat) um 20 cm, heute im Zentimeterbereich. Wichtige Methode der Geoid-Bestimmung und für die Ozeanografie (Wind, Wellen, Meeresströmungen), Einsatz u. a. bei den ERS-Satelliten der ESA.
TerraSAR-X wurde im Juni 2007 gestartet; seit 2010 hat er einen „Zwilling“ (namens TanDEM-X), der ihn in unter einem Kilometer Entfernung im All begleitet. 
TS-X ist mit einem einzigartigen SAR-Sensor ausgestattet; er liefert besonders hochauflösende Bilder (Wellenlänge nur 31 mm). Die ozeanographischen Anwendungen von TS-X-Daten sind: Berechnung der Seegangsparameter, Windfelder, Küstenlinien, Eis-, Ölfilm- und Schiffsdetektion. In der Tandem-Konstellation ist es zusätzlich möglich, Bewegungen zu detektieren und so Meeresströmungen, Meereisdrift und Schiffsgeschwindigkeiten zu bestimmen.

### SST und Geschwindigkeit
- Satellite-to-Satellite Tracking (SST): Mikrowellen-Distanzmessung zwischen Satelliten. Erste Versuche 1975, äußerst erfolgreich bei Zwillings-Satellit GRACE (2004) für örtliche Details im Schwerefeld. Ab voraussichtlich April 2018 auch Distanzmessung mittels Laser-Interferometrie in GRACE-Follow On.
- Geschwindigkeit: aus Differenzen von Radarmessungen, vor allem aber mit Dopplereffekt (Transit, DORIS-System) und mit Precise RAnge and range Rate Exp. (PRARE, für diverse Sonden ab 1990).

### Gradiometrie
- Messung von Schweregradienten (Unterschied im Schwerefeld an verschiedenen Stellen des Satelliten). Erstmals bei GOCE 2008.
- Messung von Beschleunigungen im Satelliten durch Accelerometer- und Kreiselsysteme. Entwicklungsprobleme seit 10 Jahren, erstmals bei GOCE.

### Fernerkundung und Kartografie
(siehe Spezialartikel): Fotos oder digitale Aufnahmen von der Erdoberfläche, multispektrale Scanner, Side Looking Radar usw. Geodätisch nutzbar vor allem als Interferometrie bei lokalen Prozessen der Geodynamik.